# Río Pleiße
El río Pleiße es un río de Sajonia y Turingia (Alemania).
Tiene su nacimiento en el sureste de Zwickau en Ebersbrunn, fluye a través de Werdau, Crimmitschau, Altenburg y otras ciudades y pueblos de Sajonia y Turingia, antes de desembocar en el margen derecho del Elster Blanco en Leipzig.
Originalmente, el río tenía una longitud de 115 km. Sin embargo, al sur de Leipzig, se ha estrechado, por lo que su longitud se ha acortado hasta tener alrededor de 90 km.